# Janette Walde
Janette F. Walde (* 11. September 1968 in Innsbruck) ist Professorin für Statistik und mit 1. Oktober 2024 Vizerektorin für Lehre und Studierende an der Universität Innsbruck.

## Studium und berufliche Laufbahn
Janette Walde (geb. Aschenwald) studierte nach der Matura am Akademischen Gymnasium Innsbruck 1987–1993 Physik an der Universität Innsbruck. Mit ihrer Arbeit „Realisierung eines Quantenradierers“ erfolgte 1993 die Sponsion. 1993–2000 absolvierte sie ein Doktoratsstudium an der Sozial- und Wirtschaftswissenschaftlichen Fakultät. Sie promovierte 2000 im Bereich Maschinelles Lernen mit einer Arbeit über „künstliche neuronale Netze“. Danach folgten ein Erwin-Schrödinger-Stipendium des österreichischen Wissenschaftsfonds für einen Postdoc-Aufenthalt am Institut für Wirtschaftswissenschaften an der Universität von Californien in San Diego 2001–2002 sowie Aufenthalte am Institut für Weltwirtschaft in Kiel (2005) und an der Universität Coimbra in Portugal (2006). 2006 kam es zur Habilitation in Statistik und Ökonometrie. Seit 2019 ist Walde Professorin am Institut für Statistik und seit 2021 Studiendekanin an der Fakultät für Volkswirtschaft und Statistik.
Am 24. September 2024 wurde Walde vom Universitätsrat in Innsbruck zur Vizerektorin für Lehre und Studierende gewählt. Sie tritt ihr Amt am 1. Oktober 2024 an, nachdem ihr Vorgänger Bernhard Fügenschuh als Rektor an die Universität Salzburg wechselt.

## Forschungsschwerpunkte
In ihrer wissenschaftlichen Arbeit im Bereich der Angewandten Statistik und Ökonometrie widmet sie sich Analysen und Modellierungen in Wirtschaft, Biologie und Medizin. Sie arbeitet in verschiedenen Forschungsgruppen und untersucht u. a. kausale Effekte politischer Maßnahmen, Präferenzen von Konsumenten und Einfluss- bzw. Risikofaktoren im Zusammenhang mit Multipler Sklerose. Sie engagiert sich auch in den Bereichen eTeaching und eLearning.